# Laravel
Laravel — бесплатный веб-фреймворк с открытым кодом, предназначенный для разработки с использованием архитектурной модели MVC (англ. Model View Controller — модель-представление-контроллер). Laravel выпущен под лицензией MIT.
Исходный код проекта размещается на GitHub.
В результате опроса sitepoint.com в декабре 2013 года о самых популярных PHP-фреймворках Laravel занял место самого многообещающего проекта на 2014 год.
Входит в топ-3  самых популярных веб-фреймворков среди всех языков программирования по версии wappalyzer

## История
Laravel был создан Taylor Otwell как более функциональная альтернатива CodeIgniter, который не предусматривал различные дополнительные функции. Первый бета-релиз Laravel стал доступен 9 июня 2011 года, а Laravel 1 вышел в этом же месяце. Laravel 1 включает в себя встроенную поддержку для аутентификации, локализации, модели, представления, сессий, маршрутизации и других механизмов.
Laravel 2 был выпущен в сентябре 2011 года. Основные новые функции включают в себя поддержку контроллеров, которые сделали фреймворк полностью MVC-совместимым, встроенную поддержку для инверсии управления и шаблонизатор Blade.
Laravel 3 был выпущен в феврале 2012 года с набором новых функций, включая интерфейс командной строки (CLI) под именем «Artisan», встроенную поддержку нескольких систем управления базами данных, миграции баз данных в виде контроля версий, обработку событий. Выпуск Laravel 3 получил значительное увеличение числа пользователей, что повлияло на его популярность.
Laravel 4 был выпущен в мае 2013 года. Были произведены существенные изменения структуры Laravel, перенося ее макет в набор отдельных пакетов, распространяемых через Composer. Такая компоновка улучшила расширяемость Laravel 4, которая сочеталась с официальным регулярным расписанием релиза, охватывающим шесть месяцев между небольшими выпусками. Другие новые функции в выпуске Laravel 4 включают в себя выгрузка таблиц базы данных для первоначальной популяции, поддержку очередей сообщений, встроенную поддержку отправки различных типов электронной почты и поддержку «мягкого» удаления записей базы данных.
Laravel 5 был выпущен в феврале 2015 года в результате внутренних изменений, которые закончились перенумерацией релиза Laravel 4.3 в будущем. Новые возможности в выпуске Laravel 5 включают поддержку планирования периодически выполняемых задач через пакет Scheduler, слой абстракции Flysystem, который позволяет использовать удаленное хранилище так же, как и локальные файловые системы, улучшенную обработку активов пакета через Elixir и упрощенная аутентификация с внешней стороны через дополнительный пакет Socialite. Laravel 5 также представил новую внутреннюю структуру дерева каталогов для разработанных приложений.
Laravel 5.1, выпущенный в июне 2015 года. Является первым выпуском Laravel для долгосрочной поддержки (LTS) с запланированной возможностью исправления ошибок в течение трех лет и исправлений безопасности в течение трех лет.
Laravel 5.3, выпущенный 23 августа 2016 года. Новые функции в 5.3 сосредоточены на улучшении скорости разработки, добавив дополнительные усовершенствования для отдельных задач.
Laravel 5.4, выпущенный 24 января 2017 года. В этом выпуске есть много новых функций, таких как Laravel Dusk, Laravel Mix, Blade Components и Slots, Markdown Emails, автоматические фасады, улучшения маршрута.
Laravel 5.5, выпущенный 30 августа 2017 года. Возвращен пакет Whoops для отладки ошибок. Из нововведений, метод обработки запроса, новые директивы для шаблонизатора Blade, новая команда для миграции баз данных — migrate: fresh.
Laravel 7.2 вышел 19 марта 2020
Laravel 8.3 вышел 16 сентября 2020 года.
Laravel 9 вышел 8 февраля 2022 года. 
Laravel 10 вышел 14 февраля 2023 года.
Laravel 11 вышел 12 марта 2024 года. 

## Laravel и шаблоны проектирования
- ActiveRecord
- MVC
- Singleton (Одиночка)
- Factory (Фабрика)
- Registry (Регистр)
- Front Controller (Фронт-Контроллер, единая точка входа)
- Facade (Фасад)
- Presenter (Декоратор)
- Dependency Injection (DI)
- Service Locator

## Возможности
Ключевые особенности, лежащие в основе архитектуры Laravel:
- Пакеты (англ. packages) — позволяют создавать и подключать модули в формате Composer к приложению на Laravel. Многие дополнительные возможности уже доступны в виде таких модулей.
- Eloquent ORM — реализация шаблона проектирования ActiveRecord на PHP. Позволяет строго определить отношения между объектами базы данных. Стандартный для Laravel построитель запросов Fluent поддерживается ядром Eloquent.
- Логика приложения — часть разрабатываемого приложения, объявленная либо при помощи контроллеров, либо маршрутов (функций-замыканий). Синтаксис объявлений похож на синтаксис, используемый в каркасе Sinatra.
- Обратная маршрутизация связывает между собой генерируемые приложением ссылки и маршруты, позволяя изменять последние с автоматическим обновлением связанных ссылок. При создании ссылок с помощью именованных маршрутов Laravel автоматически генерирует конечные URL.
- REST-контроллеры — дополнительный слой для разделения логики обработки GET- и POST-запросов HTTP.
- Очереди[14] (фоновая обработка заданий) — позволяет выполнять задачи без замедления пользовательского интерфейса или API-ответов, в отдельном фоновом процессе (или нескольких), с возможностью создания нескольких очередей и разделения их по приоритету.
- WebSockets broadcasting[15] (фоновое вещание событий) — используются для реализации пользовательских интерфейсов, обновляемых в режиме реального времени, предоставляет более эффективную альтернативу постоянному опросу сервера вашего приложения на предмет изменений данных.
- Автозагрузка классов — механизм автоматической загрузки классов PHP без необходимости подключать файлы их определений в include. Загрузка по требованию предотвращает загрузку ненужных компонентов; загружаются только те из них, которые действительно используются.
- Составители представлений (англ. view composers) — блоки кода, которые выполняются при генерации представления (шаблона).
- Инверсия управления (англ. Inversion of Control) — позволяет получать экземпляры объектов по принципу обратного управления. Также может использоваться для создания и получения объектов-одиночек (англ. singleton).
- Миграции — система управления версиями для баз данных. Позволяет связывать изменения в коде приложения с изменениями, которые требуется внести в структуру БД, что упрощает развёртывание и обновление приложения.
- Модульное тестирование (юнит-тесты) — играет очень большую роль в Laravel, который сам по себе содержит большое число тестов для предотвращения регрессий (ошибок вследствие обновления кода или исправления других ошибок).
- Встроенный пакет для Docker[16] — позволяет вести разработку и использовать веб-приложения без настройки среды окружения, для работы нужно установленное ПО Docker.
- Пагинация, Страничный вывод (англ. pagination) — упрощает генерацию страниц, заменяя различные способы решения этой задачи единым механизмом, встроенным в Laravel.
- Поддержка NoSQL СУБД Redis с интуитивно понятным представлением ORM.
- Множество готовых админ-панелей[17], шаблонов и CRUD[18].
- Поддержка шаблонизаторов Blade и Twig.
- Возможность подключать CSS шаблоны.

## Конференции
Laracon — общее имя конференций, посвящённых фреймворку Laravel. Первая конференция состоялась в Вашингтоне, США, 22—23 февраля 2013. Вторая — в Амстердаме, Нидерланды, 30—31 августа 2013 и была первой европейской Laracon. Третья конференция была проведена в Нью-Йорке, США, 15—16 мая 2014. Все эти конференции организованы с активным участием UserScape и с помощью от различных спонсоров.